# 科達爾山脈
56°55′16″N 117°06′00″E / 56.921°N 117.1°E

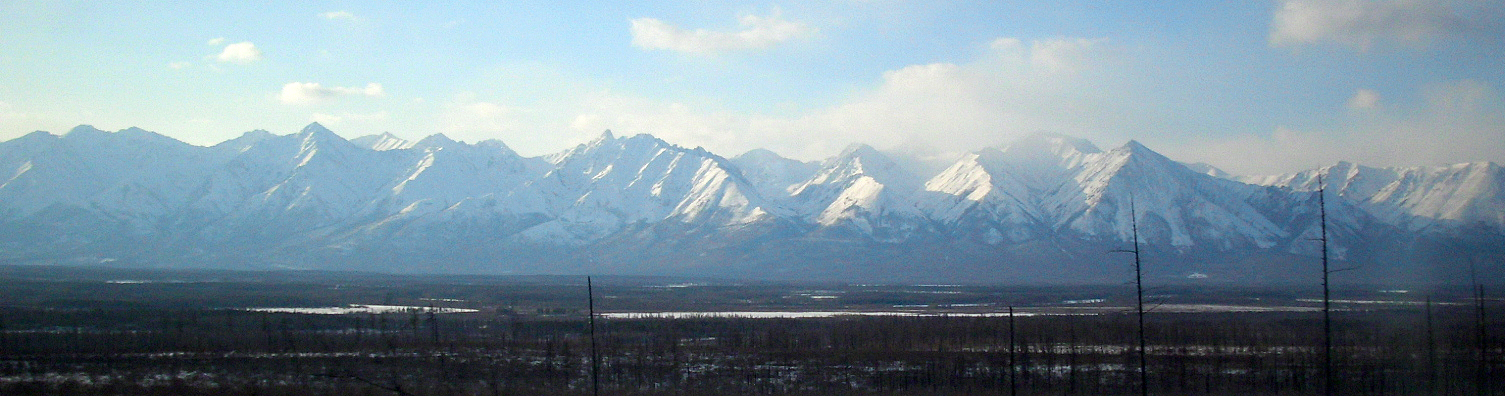

科達爾山脈（俄语：Кодар），是俄羅斯的山脈，位於外貝加爾山脈，屬於斯塔諾沃耶高地的一部分，長250公里、寬50至60公里，最高點海拔高度3,072米，該地區受副極地氣候影響。